# Гремислава
Гремислава (Ингварьевна) (пол. Grzymisława, между 1185 и 1195 — около 8 ноября 1258) — великая княгиня Польши («ducissa Poloniae»), жена князя-принцепса Польши Лешка Белого.

## Происхождение
В отношении происхождения Гремиславы существует несколько версий. Согласно наиболее принятой, она является дочерью Ингваря Ярославича, князя луцкого, волынского и великого князя киевского. Есть также версии, что её отцом является Александр Всеволодович, князь белзский, либо Ярослав Владимирович, князь новгородский.

## Биография
В 1207 году Гремислава стала женой князя-принцепса Польши Лешка Белого. Этот брак был заключен вследствие активной вовлеченности Лешека Белого в борьбу за власть в Галицко-Волынском княжестве. (польский историк XV века Ян Длугош сообщает о браке этой русской княжны с Лешком под 1220 годом).
В 1227 году, когда их сыну и наследнику Болеславу исполнился год, его отец Лешек Белый погиб в Гонзаве во время съезда польских князей. 24 ноября 1227 Гремислава была провозглашена регентом при своем сыне Болеславе и приказала выбить печать с собственным изображением. Эта печать дошла до наших дней. На ней Гремислава изображена на польском троне с жезлом в руке и венцом на голове. Шансов сохранить краковский трон за малолетним сыном у неё не было, и он стал предметом ожесточенного спора между братом Лешека Конрадом I и Владиславом III Тонконогим, который был его наследником в соответствии с договором о взаимном наследовании, заключенным в 1217 году.
В марте 1228 Конрад прислал Гремиславе приглашение на съезд в Скарышеве, на котором пробовал взять власть в Польше. Гремислава отказалась передать ему власть, уступив краковский трон и опеку над Болеславом Владиславу Тонконогому. Вскоре она вместе с Болеславом покинула Краков, приняв на себя от имени сына управление Сандомирским княжеством.
В начавшейся после этого войне, в которую также включился силезский князь Генрих I Бородатый, в 1229 году победил Конрад I. Он разбил Владислава III, взял в плен Генриха I и занял трон князя-принцепса в Кракове. Конрад также изгнал Гремиславу с сыном из Сандомира, передав княжество своему старшему сыну Болеславу. Гремислава с сыном бежала во Вроцлав под защиту Генриха I Бородатого, незадолго до этого освобожденного из плена при участии его жены Ядвиги.
К 1232 году расклад сил существенно изменился в пользу Генриха I Бородатого. В 1231 году умер Владислав III Тонконогий, и Генрих I стал наследником его владений в Великой Польше. Малопольское дворянство было недовольно правлением Конрада I и стало склоняться в сторону Генриха. Гремислава также поддержала его, передав регентство над Сандомирским княжеством. Конрад Мазовецкий не стал пытаться бороться с огромной популярностью Генриха и покинул Краков, в который Генрих I Бородатый вошёл без всяких проблем и был провозглашён князем-принцепсом Польши. После вступления на трон он вернул сыну Гремиславы Болеславу Сандомирское княжество.

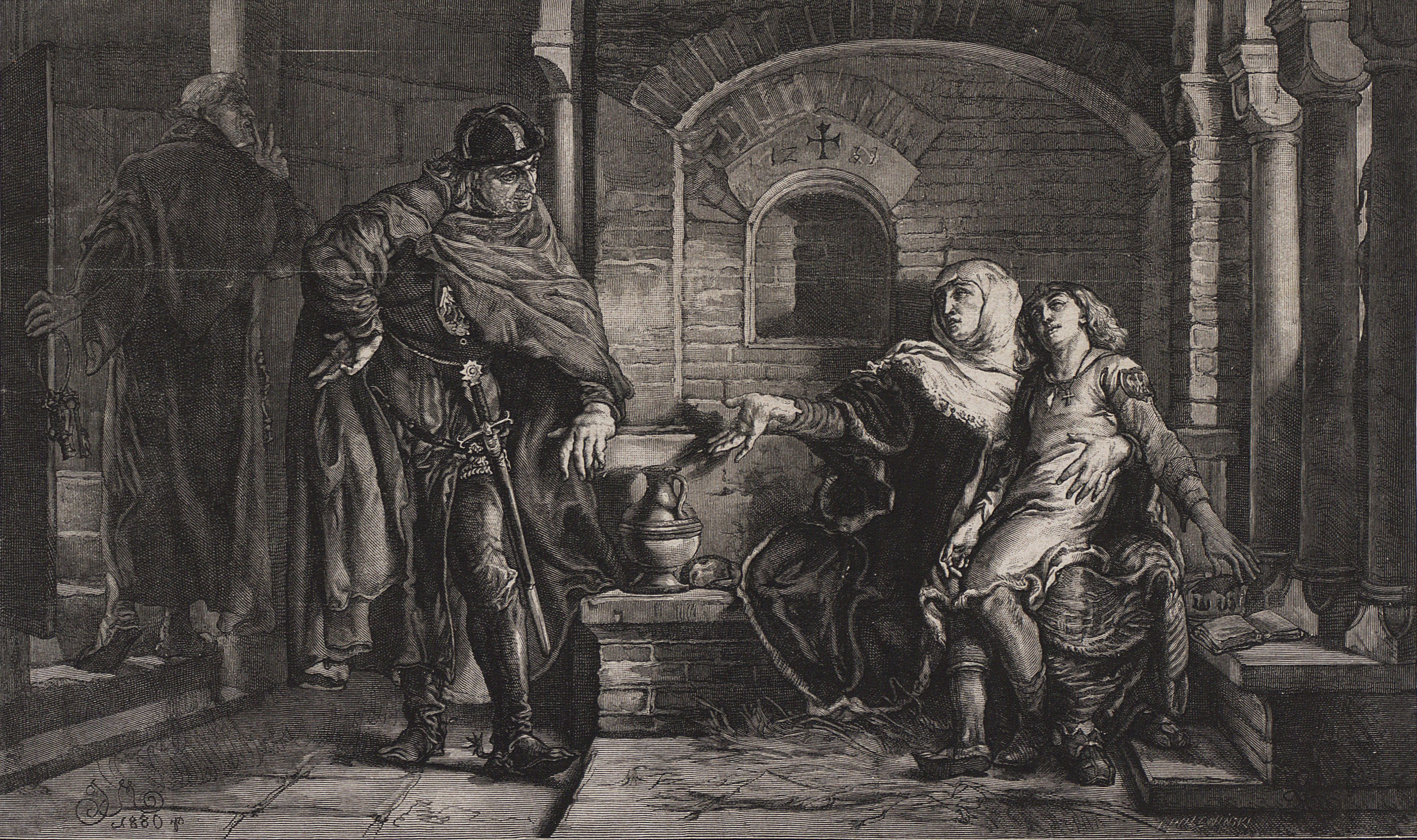
Гремислава с сыном Болеславом Стыдливым в темнице у Конрада Мазовецкого

В начале 1233 году Конрад I решил отомстить жене своего брата и похитил её вместе с сыном. Сначала он заключил Гремиславу и Болеслава в Черске, а затем перевез в бенедиктинский монастырь в Сецехуве. Вдовствующую княгиню освободил из заключения краковский воевода Клеменс из Рущи. По просьбе Генриха I Бородатого в 1235—1239 годах Гремислава с сыном находились в городе Скала. Она отказалась от имени сына от прав на краковский трон в пользу Генриха I. По инициативе последнего вдовствующая княгиня обратилась с просьбой о поддержке к папе Григорию IX, издавшему в 1233 году буллу, в которой он осудил учинённое над Гремиславой насилие и взял её с сыном под опеку.
В 1241 году, во время нашествия монголов на Польшу, Гремислава вместе с сыном бежала в Венгрию, а оттуда в замок Велеград в Моравии. Позже в том же году она вернулась в Польшу, привезя с собой дочь Саломею, муж которой Коломан умер после битвы с монголами на реке Шайо.
В 1243 году 17-летний сын Гремиславы Болеслав при поддержке малопольского дворянства изгнал своего дядю Конрада I Мазовецкого из Кракова и занял трон князя-принцепса. Гремислава активно поддерживала сына в политической деятельности. Она также была щедрой благотворительницей многочисленных церквей и монастырей, делала пожертвования цистерцианцам в Енджеюве и Сулеюве, а также бенедиктинцам из Тинеца. В 1245 году вдовствующая княгиня материально поддержала экспедицию францисканца Иоанна де Карпини к монгольскому хану, подарив ему ценные меха.
Гремислава умерла в 1258 году, 8 или 9 ноября. Позже она была причислена к числу «святых, блаженных и благочестивых», поминали её в эти дни. В то же время современный польский историк Казимир Ясинский указывает, что она умерла между 14 июня и 24 декабря. Гремислава была похоронена в монастыре клариссинок в Завихосте, где проживала принявшая постриг её дочь Саломея.

## Брак и дети
В 1207 году Гремислава вышла замуж за князя-принцепса Польши Лешка Белого. От этого брака было двое детей:
- Саломея (1211/1212 — 1268), жена венгерского принца Коломана
- Болеслав V Стыдливый (1226—1279), князь-принцепс Польши в 1243—1279 годах

После появления в 1927 году исследования Николая Баумгартена принято считать, что у Лешека Белого также была дочь Елена (? — 1265), ставшая второй женой князя Василько Романовича. Существование этой дочери признается не всеми историками.

## Личность
Польская хроника называет Гремиславу «пани знатного происхождения»; понятие «знатность» для хрониста в то время было синонимом образованности и уму. Проявив огромную энергию и дипломатический талант, Гремислава закрепила за сыном полагавшееся ему наследство. Болеслава впоследствии именовали Стыдливым (Скромным). На фоне деятельности его решительной матери роль самого князя представляется незаметной. Болеслав давно уже был совершеннолетним полновластным правителем, но имя его матери продолжало упоминаться почти во всех официальных документах («chanssima», «serenissima matre»).